# Zinder (regija)
Zinder  - jedna od sedam regija u Nigeru. Glavni grad joj je Zinder po kojem je dobila i ime.

## Karakteristike
Regija Zinder nalazi se središnjem dijelu Nigera, površina joj je 145,430 km² u njoj prema podacima iz 2011. godine živi   2,916,929 stanovnika, dok je prosječna gustoća naseljenosti 20 stanovnika na km².

## Administrativna podjela
Regija je podjeljena na pet Departmana:
- Goure Departman
- Magaria Departman
- Matameye Departman
- Mirriah Departman
- Tanout Departman